# Знаменка (Приморский край)
Зна́менка — село в Пожарском районе Приморского края. Входит в Губеровское сельское поселение.

## История
Основано в 1907 г. В нем проживало 240 мужчин и 176 женщин. Расположено в 50 км. от поселка Лучегорск. В годы Гражданской войны и интервенции местные жители оказывали содействие партизанам. Одному из партизан, П.А. Григоренко, погибшему в 1919 г., в селе установлен памятник. В годы Великой Отечественной войны, с июня по октябрь 1941 г., в селе формировалась 9-я Гвардейская дивизия, защищавшая Москву. В память о дивизии, в 1950 году, по инициативе жителей села сооружен обелиск.
В советское время в селе находилось второе отделение совхоза "Восход", в котором находилась ферма крупного рогатого скота, тракторно-полеводческая бригада, звено овощеводов. В настоящее время в селе имеется клуб, библиотека, начальная школа.

## География

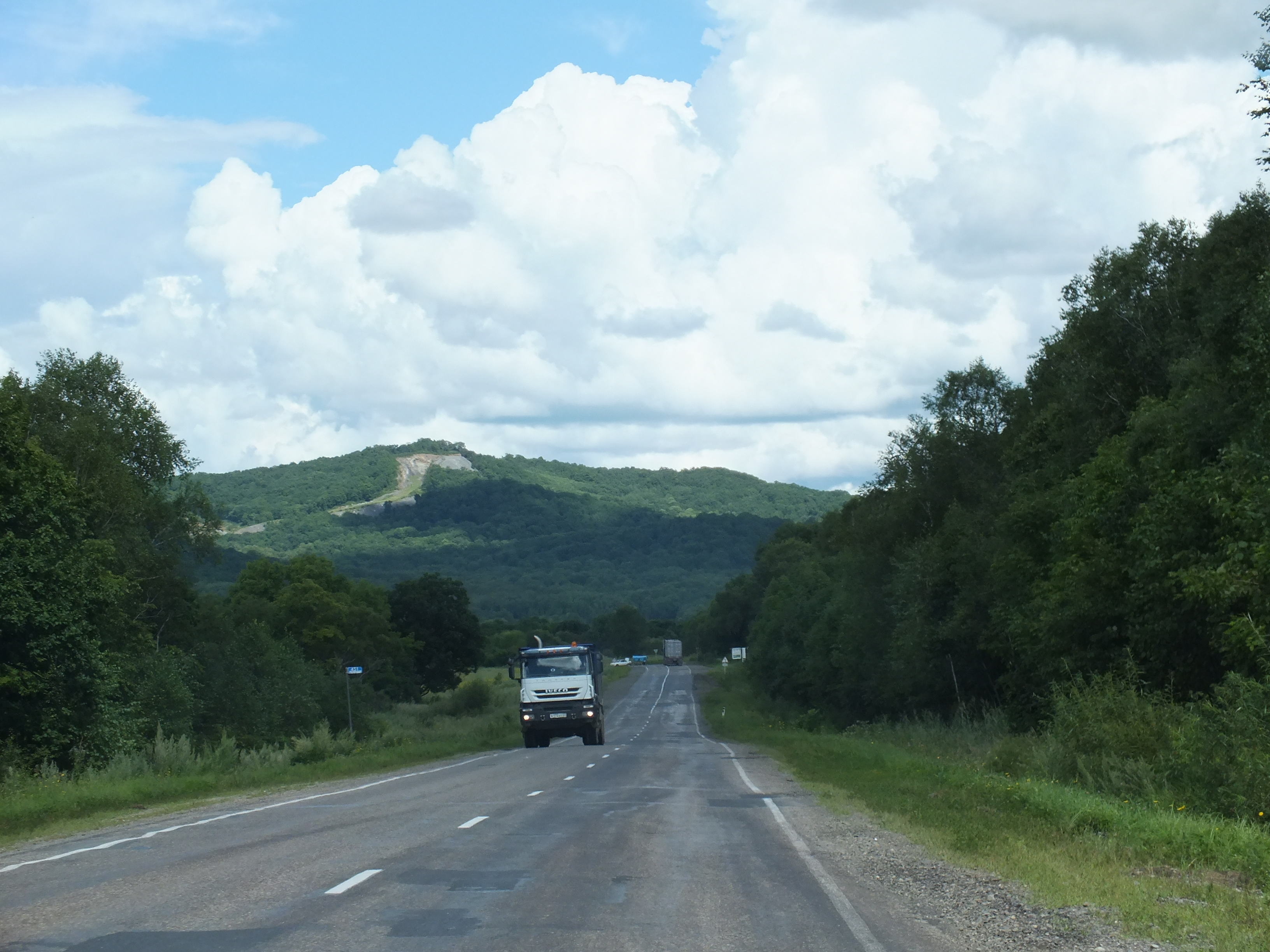
Автотрасса «Уссури» в окрестностях села Знаменка.

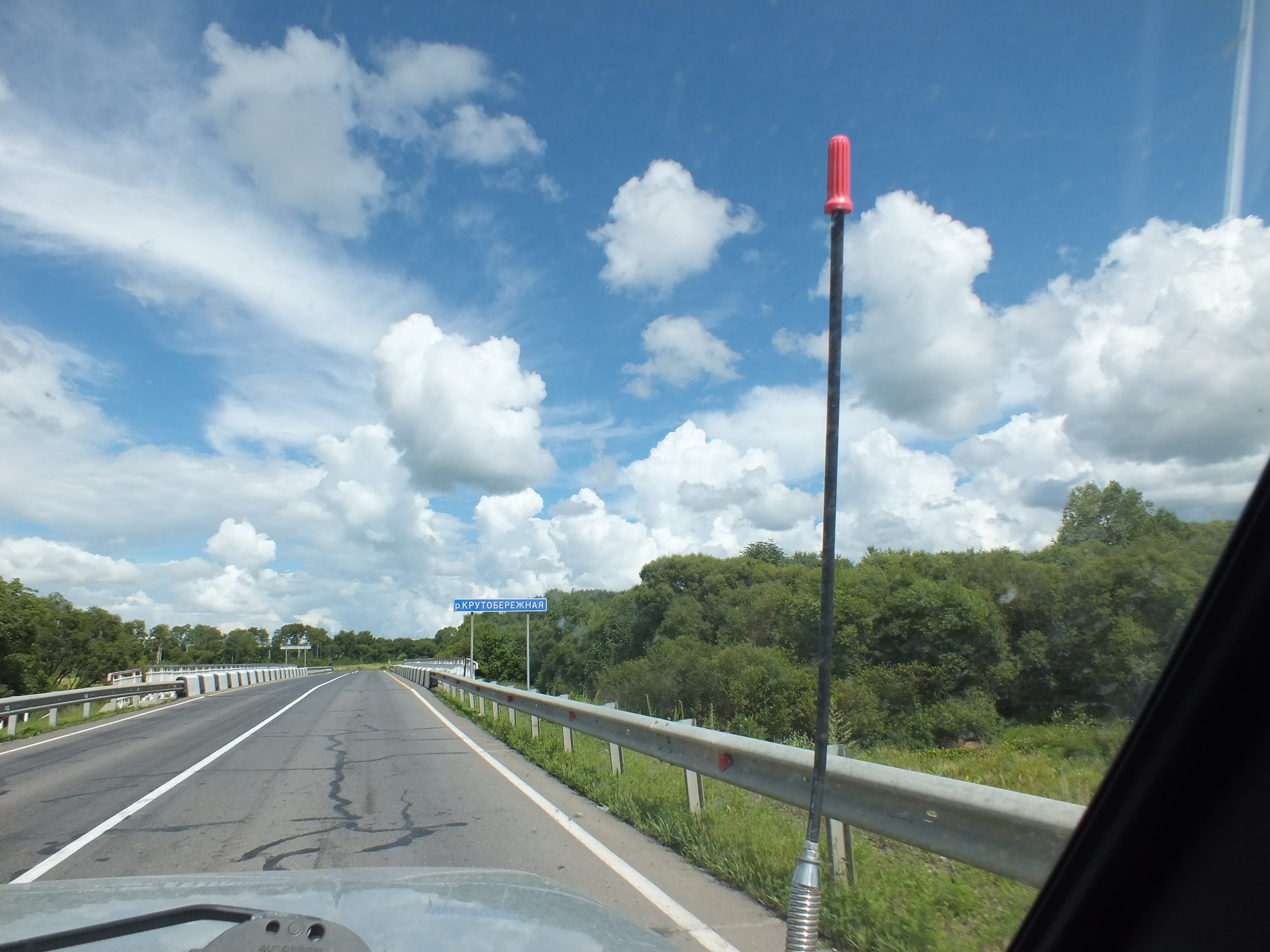
Мост через реку Крутобережная в окрестностях села Знаменка.

Село Знаменка расположено на автотрассе «Уссури» в 45 километрах к югу от административного центра — посёлка Лучегорск.
На запад от села Знаменка идёт дорога к селу Новостройка, расстояние около 2 км.
Южнее села Знаменка проходит административная граница между Пожарским и Дальнереченским районом Приморского края.

## Население
| 1907 | 2002 | 2005 | 2010 |
| ---- | ---- | ---- | ---- |
| 416  | ↘229 | ↘219 | ↘177 |

## Инфраструктура
- Сельскохозяйственные предприятия Пожарского района.